# Улица Сургина (Кронштадт)
Улица Сургина — улица в Кронштадте. Соединяет улицу Карла Маркса и улицу Зосимова к северу от улицы Мартынова.
Протяжённость улицы — около 0,5 км.

## История
До Октябрьской революции, с XIX века, улица называлась Цитадельской. 21 октября 1920 года переименована в улицу Сургина в честь Михаила Андреевича Сургина (1900—1919), рабочего Кронштадтского пароходного завода, погибшего 19 октября 1919 года в бою Гражданской войны у деревни Усть-Рудицы Ломоносовского района.

## География
Улица Сургина пролегает с востока на запад (по нумерации домов), соединяя улицы Карла Маркса и Зосимова между улицами Велещинского и Мартынова. Пересекает проспект Ленина и Посадскую улицу.
На улице введено одностороннее движение — только в сторону улицы Зосимова.

## Здания и сооружения
По нечётной стороне
- № 3 (угол с проспектом Ленина) — жилой дом купца Синебрюхова, построен в 1838—1839 гг., объект культурного наследия регионального значения[2];
- № 7  781711205150005 — жилой дом купца Недоноскова, 1830—1831[3];
- № 9 — жилой дом второй половины XIX века, выявленный объект культурного наследия[4];
- № 11 — жилой дом второй половины XIX века, в котором жил первый директор Компасной обсерватории в Кронштадте Иван Белавенец. До 2023 года здание числилось выявленным объектом культурного наследия. Дом лишили охранного статуса на основании историко-культурной экспертизы Евгения Загоскина[4][5][6];
- № 17 (Посадская ул., 41)  781711202530005 — жилой дом купчихи Калмыковой, 1864[7];
- № 19 — Кронштадтский мясоперерабатывающий завод.

По чётной стороне
- № 4 (угол с проспектом Ленина) — жилой дом купца Турыгина, позднее дом пионеров и школьников, ныне Дом детского и юношеского творчества «Град чудес». Построен в 1853 году, объект культурного наследия регионального значения[8];
- № 6 — служебная постройка, построена во второй половине XIX века, выявленный объект культурного наследия[4][9];
- № 12 (угол с Посадской улицей) — жилой дом купца С. Громова, ныне детский сад № 1, построен в 1831—1832 гг., объект культурного наследия регионального значения[10].

## Транспорт
Общественный транспорт по улице не проходит. Ближайшие остановки автобусов — «Цитадельское шоссе» на улице Зосимова (маршрут 1Кр) и «Улица Мартынова» на проспекте Ленина (маршруты 1Кр, 3Кр).